# Lakitelek
Lakitelek nagyközség a Duna-Tisza közén Bács-Kiskun vármegyében, a Tiszakécskei járásban, Kecskeméttől és Kiskunfélegyházától egyenlő távolságban a Homokhátság és a Tisza-völgy találkozásánál. A mai község Kecskemét város birtokaiból, puszták egyesítésével jött létre. Jelenleg külterületként Lakitelekhez tartozik: Felsőalpár, Kisalpár, Árpádszállás, Szikra, Szikra-Oncsatelep, Kapásfalu, valamint Tőserdő.

## Fekvése

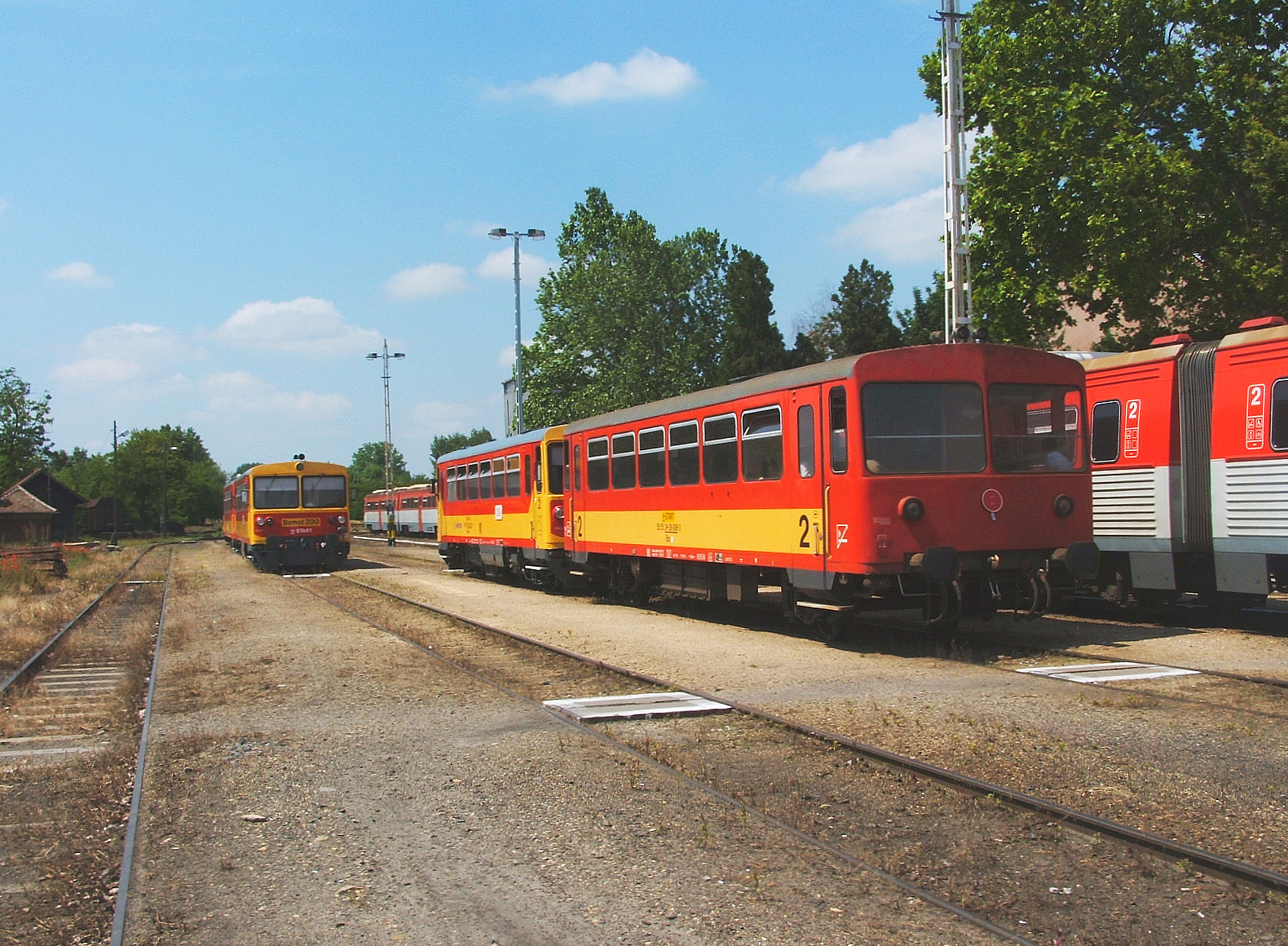
Egyszerre kereszteznek a négy irányból érkező vonatok

Budapesttől 120, Kecskeméttől 27 kilométerre fekszik, a Tiszától mindössze 3 kilométer választja el.
Közlekedési csomópont jellegének köszönhetően több irányból is könnyen megközelíthető. Legkézenfekvőbb közúti megközelítési útvonala – úgy a megyeszékhely, mint Békés vármegye felől – a 44-es főút; Tiszaalpár, illetve Tiszakécske felől a 4625-ös, Szentkirály felől a 4622-es úton érhető el, Kapásfalu, Szikra és Tőserdő településrészeit pedig a 4505-ös út kapcsolja össze. Közigazgatási határának legészakibb pontját érinti a Szentkirály-Tiszakécske közti 4623-as út is.
Vasúton a MÁV 145-ös számú Kecskemét–Szolnok-vasútvonalán és a 146-os számú Kiskunfélegyháza–Kunszentmárton-vasútvonalon is elérhető, e két vonal Lakiteleken keresztezi egymást. Együttesen öt megállási pontukkal érintik Lakiteleket, közülük a legfontosabb Lakitelek vasútállomás. Világoshegy megállóhely és Szikra megállóhely a kecskeméti, Tőserdő megállóhely a félegyházi vonalon található, Árpádszállás megállóhely pedig a két vonal közös szakaszán.

## Története
A település nevét 1075-ben Bocz néven említette először oklevél, amikor a király Alpár mellett egy Bocz nevű udvarnokot adott családjával együtt a garamszentbenedeki apátságnak. Ennek a Bocznak a nevét tarthatta fenn egyrészt a Bocz nevű halastavas hely, amelyet 1276-ban Alpár után említettek, mint a Bor-Kalán nemzetségbeli Nána adományát a margitszigeti apácák számára, másrészt 1489-ben Bocztelek a garamszentbenedeki elveszett birtokok között szerepelt.
Mai területe a Kecskeméthez tartozó puszták egyesítésével alakult ki 1949-1950-ben. Ezek a külterületi lakott helyek: Felsőalpár, Kisalpár, Oncsa-telep, Árpádszállás, Szikra, Kapásfalu voltak.
A rendszerváltás idején az ellenzékiek többször is szerveztek itt találkozót. Az első alkalommal, 1987. szeptember 27-én Lezsák Sándor lakiteleki házának kertjében felállított sátorban alakult meg a találkozó után a Magyar Demokrata Fórum. A második alkalommal, 1988. szeptember 3-án pedig mozgalmat is indítottak pártjuk mellett. Lezsák később a párton belüli események hatására megalakította a Lakitelek-munkacsoportot, amivel belülről próbálta az elképzelései szerinti irányba terelni az MDF politikáját.
Lakiteleken Népfőiskola és Népfőiskolai Hálózat működik.

## Közélete

### Polgármesterei
- 1990–1994: Anka Balázs (MDF)[5]
- 1994–1998: Anka Balázs (MDF)[6]
- 1998–2002: Anka Balázs (MDF)[7]
- 2002–2006: Varga Sándor (független)[8]
- 2006–2010: Varga Sándor (független)[9]
- 2010–2014: Felföldi Zoltán (Fidesz-Nemzeti Fórum)[10]
- 2014–2016: Zobokiné Kiss Anita (független)[11]
- 2016–2019: Zobokiné Kiss Anita (független)[12]
- 2019–2024: Madari Róbert (független)[13]
- 2024– : Madari Róbert (független)[1]

A településen 2016. május 8-án időközi polgármester-választást (és képviselő-testületi választást) tartottak, az előző képviselő-testület önfeloszlatása miatt. A választáson a hivatalban lévő polgármester is elindult, és a jelöltek aránylag magas száma ellenére (öt aspiráns indult a posztért) 60 %-ot meghaladó eredménnyel erősítette meg pozícióját.

## Népesség
A település népességének változása:
| Lakosok száma | 4466 | 4421 | 4547 | 4833 | 4867 | 4867 | 4862 |
|               | 2013 | 2014 | 2018 | 2021 | 2022 | 2023 | 2024 |

A 2011-es népszámlálás során a lakosok 89,4%-a magyarnak, 0,2% cigánynak, 0,8% németnek, 0,2% románnak, 0,2% szerbnek mondta magát (10,5% nem nyilatkozott; a kettős identitások miatt a végösszeg nagyobb lehet 100%-nál). A vallási megoszlás a következő volt: római katolikus 51,2%, református 11,4%, evangélikus 0,3%, görögkatolikus 0,1%, felekezeten kívüli 13,3% (22,7% nem nyilatkozott).
2022-ben a lakosság 90,8%-a vallotta magát magyarnak, 0,7% cigánynak, 0,6% németnek, 0,2% románnak, 0,1-0,1% görögnek, bolgárnak, ukránnak, szlováknak, szerbnek és lengyelnek, 2% egyéb, nem hazai nemzetiségűnek (9% nem nyilatkozott; a kettős identitások miatt a végösszeg nagyobb lehet 100%-nál). Vallásuk szerint 33,3% volt római katolikus, 9,5% református, 0,5% evangélikus, 0,4% görög katolikus, 0,1% izraelita, 0,7% egyéb keresztény, 1% egyéb katolikus, 12,6% felekezeten kívüli (41,9% nem válaszolt).

## Nevezetességei
- Római katolikus plébánia
- Református templom
- Hungarikum Liget (régebben: Népfőiskola)[17]
- Tősfürdő – Lakiteleki Termálfürdő: Az itteni víz alkálihidrogén-karbonátos gyógyvíz, amely összetételénél fogva alkalmas vegetatív idegrendszeri zavarok és mozgásszervi megbetegedések kezelésére, illetve baleseti rehabilitációra. Hat medence, egy csúszda és sok kényelmet biztosító szolgáltatás üzemel.
- Kiskunsági Nemzeti Park része: Tőserdő
- Tőserdő kastély

## Érdekességek
- A Papírkutyák című magyar játékfilmben érintőlegesen említett, a sztori szempontjából mégis releváns, nyilvánvalóan fiktív esemény volt a Tőserdő Szépe verseny, ami a neve alapján itt zajlódhatott.